# 闘熊
闘熊（とうゆう）は、熊と熊、または熊と人間、熊と犬が戦う競技。
熊と熊、熊と人間が戦う競技はローマ時代、闘技場で行われていた。
また、熊と犬が戦う競技は、ベア・ファイティングもしくはファイティング・ベアとも言われ、柵に縄や紐でつながれた熊を闘犬がかみつく。いわば闘犬による熊いじめがエドワード1世のころから盛んであり、17世紀には国技としてイングランドで行われていた。1835年には禁止される。ちなみにこのベア・ファイティングに使われていた犬種は、ブルテリアやマスティフである。
西部開拓時代のアメリカでは、ハイイログマと雄牛やライオンが戦わせられる事があった。
アメリカのプロレスでは、レスリング・ベアと呼ばれる特別に調教された熊とプロレスラーが戦う試合が行われていた。熊との対戦経験のある元NWA世界ジュニアヘビー級王者のダニー・ホッジによると「とても人間のかなう相手じゃないということはやってみてよくわかった」とのことである。また、極真空手のウィリー・ウィリアムスも熊と戦ったという話があり「熊殺し」とニックネームがついた。1990年代に日本のプロレス団体がレスリング・ベアを輸入して興行に出そうとしたが、動物愛護団体からの抗議により断念した。